# Alf Duval
Alfred „Alf“ Walter Duval (* 1. Juli 1941 in Sydney) ist ein ehemaliger australischer Ruderer. Er nahm an den Olympischen Sommerspielen 1964 und 1968 teil. Er war auch Teilnehmer der Weltmeisterschaften 1966 in Bled.

## Nationale Karriere
Duval besuchte das St. Joseph’s College in Hunters Hill, dort begann er auch mit dem Rudern.
Nach der Schule ruderte er im Sydney Rowing Club. Von 1962 bis 1969 saß er acht Jahre im Boot des Bundesstaates New South Wales. Er bestritt mit seiner Mannschaft die Interstate Regatta und gewann sie in den Jahren 1965 und 1967. Bei den australischen Rudermeisterschaften 1966 gewann er mit seiner Crew John Ranch, Chris Stevens, Peter Dickson und Steuermann Brian Thomas den Titel im Vierer mit Steuermann.

## Internationale Karriere
- Bei den Olympischen Sommerspielen 1964 in Tokio saß er im Vierer mit Steuermann im Bug.[3]
- Die australische Mannschaft wurde 10. bei den Weltmeisterschaften 1966 in Bled. Er nahm im Vierer mit Steuermann teil.[4]
- Bei den Olympischen Sommerspielen 1968 in Mexiko-Stadt saß er im australischen Achter und erreichte die Silbermedaille.[5]

Nach seiner Karriere wurde er Trainer. Er war an der Gründung des Ruderprogrammes am Varsity College in Gold Coast, Queensland, beteiligt.